# USS Sea Leopard (SS-483)
USS Sea Leopard (SS-483) là một  tàu ngầm lớp Tench được Hải quân Hoa Kỳ chế tạo vào giai đoạn cuối Chiến tranh Thế giới thứ hai. Nó là chiếc tàu chiến duy nhất của Hải quân Hoa Kỳ được đặt cái tên này, theo tên loài hải cẩu báo. Nhập biên chế năm 1945, nó hoàn tất quá trễ để có thể phục vụ trong Thế Chiến II, nhưng đã phục vụ trong giai đoạn Chiến tranh Lạnh, được hiện đại hóa trong khuôn khổ Dự án GUPPY II và hoạt động cho đến năm 1973. Con tàu được chuyển cho Brazil và tiếp tục hoạt động cùng Hải quân Brazil như là chiếc Bahia (S-12) cho đến khi ngừng hoạt động năm 1993. Nó bị tháo dỡ vào năm 1998.

## Thiết kế và chế tạo

### Thiết kế
Lớp tàu ngầm Tench là sự cải tiến tiếp theo của các lớp tàu ngầm hạm đội   Balao và   Gato, vốn đã chứng minh thành công trong hoạt động chống Nhật Bản tại Mặt trận Thái Bình Dương. Lớp tàu này, tích lũy những kinh nghiệm trong giai đoạn đầu của cuộc xung đột, là lớp tàu ngầm cuối cùng được Hải quân Hoa Kỳ chế tạo trong chiến tranh.
Những chiếc lớp Tench có chiều dài 311 ft 9 in (95,02 m), mạn tàu rộng 27 ft 4 in (8,33 m) và mớn nước tối đa 17 ft (5,2 m), có trọng lượng choán nước 1.570 tấn Anh (1.600 t) khi nổi và 2.414 tấn Anh (2.453 t) khi lặn. Chúng trang bị bốn động cơ diesel Fairbanks-Morse 38D8-⅛ 10-xy lanh chuyển động đối xứng, dẫn động máy phát điện để cung cấp điện năng cho hai động cơ điện, đạt được công suất 5.400 shp (4.000 kW) cho phép di chuyển với tốc độ tối đa 20,25 hải lý trên giờ (37,50 km/h) khi nổi. Khi hoạt động ngầm dưới nước, chúng được cung cấp điện từ hai dàn ắc-quy Sargo 126-cell để vận hành hai động cơ điện Elliott lõi kép tốc độ chậm, có công suất 2.740 shp (2.040 kW) và đạt tốc độ tối đa 8,75 kn (16,21 km/h). Tầm xa hoạt động là 16.000 hải lý (30.000 km) khi đi trên mặt nước ở tốc độ 10 kn (19 km/h) và có thể hoạt động kéo dài đến 75 ngày; tuy nhiên khả năng hoạt động ngầm bị giới hạn bởi dung lượng điện ắc-quy, sẽ cạn trong 48 giờ khi di chuyển với tốc độ 2 kn (3,7 km/h). Chiếc tàu ngầm mang theo tiếp liệu đủ cho mười sĩ quan và 71 thủy thủ trong 75 ngày.
Lớp Tench được trang bị mười ống phóng ngư lôi 21 in (530 mm), gồm sáu ống trước mũi và bốn ống phía đuôi tàu, và mang theo tổng cộng 28 quả ngư lôi. Vũ khí trên boong tàu gồm một hải pháo 5 inch/25 caliber, một khẩu pháo phòng không Bofors 40 mm nòng đơn và một khẩu đội Oerlikon 20 mm nòng đôi, kèm theo hai súng máy .50 caliber.

### Chế tạo
Sea Leopard được đặt lườn tại Xưởng hải quân Portsmouth ở  Kittery, Maine vào ngày 7 tháng 11, 1944. Nó được hạ thủy vào ngày 2 tháng 3, 1945, được đỡ đầu bởi bà Margaret Chase Smith, nữ Dân biểu của tiểu bang Maine, và được cho nhập biên chế cùng Hải quân Hoa Kỳ vào ngày 11 tháng 6, 1945 dưới quyền chỉ huy của Hạm trưởng, Trung tá Hải quân R. E. M. Ward.

## Lịch sử hoạt động

### USSSea Leopard

#### 1945 - 1950
Sau khi hoàn tất việc chạy thử máy tại vùng biển ngoài khơi New England, Sea Leopard được lệnh đi sang khu vực Thái Bình Dương. Tuy nhiên xung đột với Nhật Bản kết thúc trước ngày con tàu khởi hành, nên nó được giữ lại khu vực Đại Tây Dương. Nó được phái đến Key West, Florida, và ở lại đây cho đến hết năm 1946 để phục vụ cùng Lực lượng Phát triển Chống tàu ngầm.
Vào tháng 1, 1947, Sea Leopard đi đến Portsmouth, New Hampshire để được đại tu. Sau khi hoàn tất, nó thực hành huấn luyện tại khu vực Key West cho đến cuối năm 1948, khi nó đi vào Xưởng hải quân Philadelphia để được hiện đại hóa trong khuôn khổ Dự án GUPPY II. Sau khi rời xưởng tàu, nó được điều về Hải đội Tàu ngầm 6 đặt căn cứ tại Norfolk, Virginia. Vào tháng 11, 1949, chiếc tàu ngầm tham gia hoạt động trong hoàn cảnh băng giá tại Bắc Đại Tây Dương, rồi trong tháng 2 và tháng 3, 1950, nó tham gia các cuộc tập trận tại vùng biển Caribe.

#### 1950 - 1960
Từ tháng 8 đến tháng 11, 1960, Sea Leopard được phái sang hoạt động cùng Đệ Lục hạm đội tại khu vực Địa Trung Hải, nơi nó viếng thăm các cảng Ý, Pháp và Sicilia trước khi quay trở về nhà. Con tàu lại trải qua một đợt đại tu tại Xưởng hải quân Philadelphia từ tháng 12, 1950 đến tháng 4, 1951. Trong hai năm tiếp theo sau, nó tham gia các đợt huấn luyện thực hành của hạm đội tại Đại Tây Dương và vùng biển Caribe. Vào năm 1951, nó vớt được thi thể của Raymond Lewis, một nạn nhân của thảm họa đắm tàu FV Pelican ngoài khơi bờ biển Montauk, New York vào ngày 1 tháng 9, 1951. Trong tháng 9 và tháng 10, 1952, chiếc tàu ngầm tham gia cuộc tập trận "Emigrant" của Khối NATO, rồi hoạt động tại vùng biển Bermuda trước khi được đại tu tại Xưởng hải quân Charleston trong tháng 12.
Khi rời xưởng tàu vào tháng 4, 1953 Sea Leopard hoạt động tại khu vực phụ cận Newfoundland và Iceland trong khuôn khổ cuộc tập trận "Mariner", rồi quay trở lại vùng biển Caribe. Chiếc tàu ngầm lại được phái sang hoạt động cùng Đệ Lục hạm đội tại vùng biển Địa Trung Hải trong tháng 5 và tháng 6, 1954, rồi tiếp tục tham gia cuộc tập trận "New Broom II" của Khối NATO, khi nó thành công trong việc mô phỏng một cuộc tấn công vào một đoàn tàu vận tải NATO. Nó lại đi vào Xưởng hải quân Portsmouth vào tháng 10 cho một đợt đại tu kéo dài sáu tháng, và khi hoàn tất nó tham gia cuộc tập trận "LantPhibEx", hoạt động cùng một lực lượng chống trả lại cuộc cuộc đổ bộ mô phỏng lên bờ biển North Carolina.
Trong tháng 2 và tháng 3, 1956, Sea Leopard cùng các đơn vị khác của Hải đội Tàu ngầm 6 lên đường đi sang vùng biển Caribe để tham gia cuộc tập trận "Springboard". Sau đó nó hoạt động tại chỗ từ cảng nhà Norfolk cho đến tháng 3, 1957, khi con tàu lên đường cho một lượt phục vụ khác cùng Đệ Lục hạm đội tại Địa Trung Hải. Trong tháng 6, nó tham gia các lễ hội nhân dịp kỷ niệm 50 năm Lực lượng Tàu ngầm Hà Lan tại Rotterdam, rồi quay trở về Charleston, South Carolina để được đại tu. Sau khi hoàn tất vào tháng 1, 1958, nó lại tham gia cuộc tập trận "Springboard" tại vùng biển Caribe, và quay trở về Norfolk để hoạt động tại chỗ. Sau đó nó gia nhập Đội đặc nhiệm Alfa để tham gia các hoạt động nhằm phát triển chiến thuật chống tàu ngầm. Con tàu đi vào Xưởng hải quân Charleston từ tháng 8 đến tháng 10, 1959 để được lắp đặt một dàn ắc-quy thế hệ mới công suất cao.

#### 1960 - 1973
Trong năm 1960, Sea Leopard hoạt động huấn luyện và tập trận hạm đội tại vùng biển Đại Tây Dương cho đến ngày 23 tháng 10, khi nó đi vào Xưởng hải quân Philadelphia để được đại tu. Sau khi hoàn tất vào tháng 4, 1961, nó quay trở lại và hoạt động tại chỗ cho đến ngày 19 tháng 8, khi nó gia nhập Lực lượng Đặc nhiệm 69 tại Địa Trung Hải để tham gia cuộc tập trận "Checkmate" của Khối NATO. Trong chuyến đi này chiếc tàu ngầm đã viếng thăm Rota, Tây Ban Nha; Malta và Napoli, Ý. Đến ngày 3 tháng 10, nó rời vùng biển Địa Trung Hải để tham gia cuộc tập trận "Devil Spread" của Khối NATO tại vùng biển Bắc Âu.
Sau khi quay trở lại Norfolk vào ngày 10 tháng 11, một lần nữa Sea Leopard gia nhập Đội đặc nhiệm Alfa để huấn luyện chống tàu ngầm cho đến tháng 2, 1963, và sau đó tham gia cuộc tập trận "Springboard" tại vùng biển Caribe. Ngay sau tai nạn khiến tàu ngầm Thresher (SSN-593) bị mất vào ngày 10 tháng 4, 1963, Sea Leopard tiến hành chuyển tiếp bằng máy bay trực thăng một thủy thủ của Thresher vốn đã rời tàu chỉ ba tuần trước đó. Sang tháng 7, nó gia nhập trở lại Đội đặc nhiệm Alfa để huấn luyện cho đến khi đi vào Xưởng hải quân Norfolk vào ngày 16 tháng 12 để đại tu. Đến tháng 10, 1964, sau một đợt huấn luyện ôn tập ngoài khơi New London, Connecticut, nó quay trở lại Norfolk để tiếp tục hoạt động huấn luyện và thực hành thường lệ trong thành phần Hải đội Tàu ngầm 6, phục vụ huấn luyện chống ngầm cho các đơn vị thuộc Đệ Nhị hạm đội.
Sea Leopard gia nhập Đội đặc nhiệm Alfa vào tháng 3, 1965 và được biệt phái sang Địa Trung Hải, rồi quay trở lại khu vực Đai Tây Dương để tham gia các cuộc tập trận chống tàu ngầm cùng đội đặc nhiệm cho đến ngày 24 tháng 11, 1966. Nó đi vào Xưởng hải quân Norfolk vào ngày 27 tháng 12, để đại tu, và đến tháng 7, 1967 đã huấn luyện thực hành phối hợp cùng các tàu ngầm Sablefish (SS-303) và Cubera (SS-347). Nó trải qua phần còn lại của năm 1967 hoạt động tại khu vực Norfolk.
Trong năm 1968, Sea Leopard tham gia các cuộc tập trận "Aged Daddy V" và "Rugby Match", cũng như tham gia các nỗ lực tìm kiếm chiếc tàu ngầm tấn công hạt nhân Scorpion (SSN-589) bị mất tích vào ngày 28 tháng 5, 1968. Từ tháng 7 đến tháng 10, nó lại được phái sang hoạt động cùng Đệ Lục hạm đội tại Địa Trung Hải, và sau khi quay trở về nó hoạt động tại chỗ từ căn cứ Norfolk. Đến ngày 2 tháng 6, 1969, chiếc tàu ngầm được cử tham gia một hoạt động đặc biệt tại Bắc Đại Tây Dương, và quay trở về Norfolk vào ngày 15 tháng 8. Con tàu lại trải qua một lượt đại tu bắt đầu từ ngày 17 tháng 1, 1970 tại Xưởng hải quân Philadelphia, kéo dài trong sáu tháng. Đến tháng 10, Sea Leopard tham gia cuộc tập trận "Eyebolt", rồi hoạt động tại chỗ từ Norfolk cho đến đầu tháng 1, 1971, khi nó lại tham gia cuộc tập trận "Springboard" trong tháng 1 và tháng 2. Từ ngày 18 tháng 5 đến ngày 2 tháng 9, nó được phái sang khu vực Địa Trung Hải, và sau khi quay trở về Norfolk, nó được điều sang Key West từ đầu năm 1970.

### Bahia (S-12)
Sea Leopard được cho xuất biên chế đồng thời rút tên khỏi danh sách Đăng bạ Hải quân Hoa Kỳ vào ngày 27 tháng 3, 1973. Con tàu được chuyển giao cho Brazil cùng ngày hôm đó, và tiếp tục hoạt động cùng Hải quân Brazil như là chiếc Bahia (S-12). Nó được thừa kế tên gọi lẫn số hiệu lườn từ chiếc tàu ngầm tiền nhiệm, nguyên là chiếc USS Plaice (SS-390) thuộc  Lớp Balao cũng được Hoa Kỳ chuyển giao và chuyển đổi thành một tàu bảo tàng vào năm 1972. 
Chiếc Bahia (S-12) thứ hai phục vụ cùng Hải quân Brazil cho đến năm 1993, khi nó được rút về làm nhiệm vụ huấn luyện. Con tàu bị tháo dỡ vào năm 1998. Cấu trúc thượng tầng của nó được giữ lại và bảo tồn tại Bảo tàng Hàng hải Quốc gia tại São Francisco do Sul, Brazil.